# Martinus Gijsbertus Beijerinck
Martinus Gijsbertus Beijerinck (Lent, 4 april 1787 - Hoorn, 7 december 1854) was een Nederlands waterbouwkundige, Hoofdingenieur van Zuid-Holland bij Rijkswaterstaat, en hoogleraar aan de Waterbouwkunde aan de Koninklijke Akademie te Delft van 1844 tot 1847.

## Levensloop

### Jeugd, opleiding en vroege carrière
Beijerinck was de oudste zoon van Willem Beijerinck, inspecteur der bovenrivieren bij Rijkswaterstaat, en Baukje Maria Dibbetz.  Hij werd net als zijn 13 jaar jongere broer, Jan Anne Beijerinck, opgeleid door zijn vader, en studeerde enige tijd wis- en natuurkunde aan de Universiteit van Duisburg. Toen hun vader vroegtijdig overleed, in 1807, nam Martinus verdere opleiding van zijn jongere broer op zich.
Beijerinck kwam op 17-jarige leeftijd, in 1804, in dienst bij Rijkswaterstaat. Hij begon als opzichter bij de landsdijken te Pannerden, werd in 1805 assistent-landmeter, en in 1808 bevorderd tot landmeter. Tijdens het Eerste Franse Keizerrijk werd hij begin 1811 benoemd tot ingénieur des ponts et chaussées, gerangschikt in de 1e klasse, en later dat jaar gestationeerd in Kampen. Van 1814 tot 1816 diende hij in Arnhem.

### Vervolg bij Rijkswaterstaat en meer
In 1816 werd de dienst Rijkswaterstaat gereorganiseerd, en werd Beijerinck in Nijmegen gestationeerd. Hier deed hij onder andere afvoermetingen naar de hoeveelheid water die daar door de rivier stroomde, waarover hij zijn eerste spraakmakende publicatie schreef. In 1822 werd hij waarnemend hoofdingenieur van Rijkswaterstaat in Overijssel als opvolger van de overleden C. van der Meer, en van 1825 tot 1828 effectief hoofdingenieur. Van 1829 tot zijn pensionering in 1852 was hij verder hoofdingenieur van Rijkswaterstaat in Zuid-Holland.

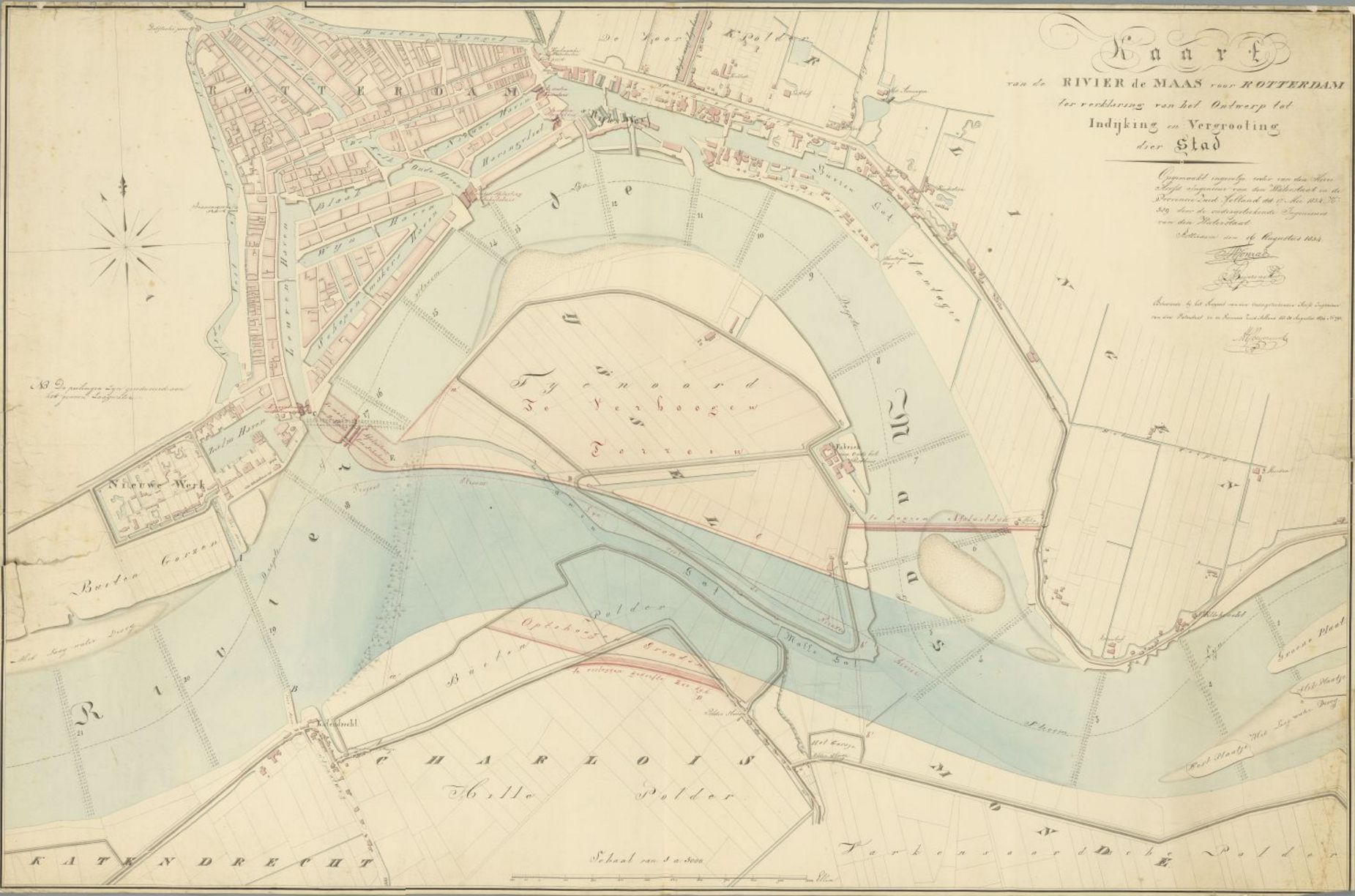
Ontwerp voor Rivier de Maas voor Rotterdam, 1834.

Onder zijn beheer in Zuid-Holland had Rijkswaterstaat met name gewerkt aan de droogmaking van de Zuidplas van Schieland, en aan de droogmaking van de Haarlemmermeer onder leiding van zijn broer Jan Anne Beijerinck. Ook heeft hij gewerkt aan versteviging van de Oudelandschen Zeedijk op Goedereede. Beyerinck had hierover het zonderlinge denkbeeld, dat bezinking van de onderzee-oever tot dijkval leidt, en beëindigde deze bezinking in 1843. Pas in 1875 bleek de toestand onhoudbaar, en is men daarmee weer begonnen. Samen met Pieter Caland had hij ook gewerkt aan een ontwerp tot indijking en vergroting van Rotterdam (zie afbeelding).
In 1845 werden Beyerinck en zijn broer J.A. Beijerinck door de Deense regering geraadpleegd omtrent het aanleggen van havens, aan de westkust van Sleeswijk-Holstein. Hij was verder hoogleraar aan de Waterbouwkunde aan de Koninklijke Akademie te Delft van 1844 tot 1847. In die tijd schreef hij een bekroonde statistische beschrijving van twee Zuid-Hollandse waterschappen, waarmee hij in 1850 gekozen werd tot lid van het Bataafs Genootschap voor Proefondervindelijke Wijsbegeerte te Rotterdam.

### Personalia
Op 17 juni 1813 in Kampen trouwde Beijerinck met Johanna Maria Lucia Crap Hellingman (1790-1859) en zij kregen meerdere kinderen, waaronder Pieter Johannes Gerardus Beijerinck en Willem Frederik Adolph Beijerinck.

## Publicaties, een selectie
- Beijerinck. (M. G.), Onderzoek in hoeverre eenige der tot hiertoe voorgedragen theorien omtrent de beweging des waters in kanalen. op de vermogens der rivieren, welke het noordelijk gedeelte der Nederlanden doorstroomen, toepasselijk zijn@. Amsterdam met vier kaarten.
- Beijerinck, M. G., Toepasselijkheid der theorien omtrent de beweging des waters in kanalen op de vermogens der rivieren in het noorden van Nederland. Amst. 1829. met twee kaarten.
- Beijerinck, M. G., Vlugtige gedachten, over den alouden staat der rivieren in de Nederlanden. Door M.G. Beijerinck, Hoofd-Ingenieur van den Waterstaat in de Provincie Zuid-Holland.’ In: Vaderlandsche letteroefeningen. Jaargang 1831 (1831)
- Beijerinck, M. G., Statistiek van den waterstaat van Delfland en den Krimpenerwaard. 1840.
- Beijerinck, M. G., Statistieke Opgaven betreffende den Waterstaat van het Hoogheemraadschap van Delfland en van den Krimpenerwaard. Verhand. Bat. Genootschap X. 1850.
- Beijerinck, M. G., Verhandeling over het vermogen van het Pannerdensch kanaal.

Kaarten:
- Beijerinck, M. G., Figuratieve kaart van de dijkbreuken en daardoor veroorzaakte inundatiën in de provincie Overijssel ten gevolge van de watersnood van de 4 februari 1825